# Gustav Bojner
Karl Gustav Emanuel Bojner, född 10 maj 1890 i Bäckaby församling, Jönköpings län, död 12 juni 1968 i Stockholm, var en svensk uppfinnare och företagsledare. 
Bojner, som var son till trävaruhandlare Johan Carlsson och Amanda Hjertberg, utexaminerades från Chalmers tekniska institut 1913. Han var ingenjör vid Strömstads stads stadsingenjörskontor 1913, vid Lindholmens Verkstads AB 1913–1915, vid AB Karlstads Mekaniska Verkstad 1915–1930, vid AB Svenska Fläktfabriken i Stockholm 1930–1936, bedrev konsulterande verksamhet 1936–1937, var innehavare av och verkställande direktör för AB Torkapparater i Stockholm från 1937. Han var ledamot av Svenska Uppfinnareföreningen och Svenska föreningen för industriellt rättsskydd. Han uttog patent på ett 40-tal uppfinningar och inom torknings- och värmetekniken och skrev artiklar i fackpublikationer. Han tilldelades Gustaf Dalénmedaljen 1960. AB Torkapparater har senare drivits vidare av sonen Gösta Bojner och sonsonen Ulf Bojner. Gustav Bojner är gravsatt i Gustav Vasa kyrkas kolumbarium vid Odenplan i Stockholm.